# Madonna Buder
Madonna Buder (24 juli 1930) is een katholieke non uit Spokane. In de triatlonwereld geniet ze bekendheid vanwege haar prestaties in de "age group" wedstrijden. Ze heeft meer dan 200 triatlons volbracht, waarvan zeventien hele Ironmans
In 2005 werd ze tijdens de Ironman Hawaï, op een leeftijd van 75, de oudste vrouw ooit die de race volbracht. Ze finishte een uur binnen de limiet van 17 uur. Een jaar later finishte ze deze wedstrijd opnieuw. Ditmaal op 76-jarige leeftijd deze in een tijd van 16:59.03. Hierna nam ze nog enkele keren deel aan deze wedstrijd, maar moest toen voor de finish uitstappen.
Buder begon met hardlopen toen ze 49 jaar oud was. Tijdens haar sportieve uitspattingen probeert ze met veel toewijding geld in te zamelen voor diverse goede doelen. 

## Palmares

### Hele Ironman
- 1994: Ironman Hawaï - 14:55.40
- 1996: Ironman Hawaï - 14:27.14
- 1997: Ironman Hawaï - 15:23.54
- 1998: Ironman Hawaï - 16:42.44
- 1999: Ironman Canada - 14:46.35
- 1999: Ironman Hawaï - 14:42.25
- 2000: Ironman Canada - 15:31.20
- 2001: Ironman Hawaï - 16:49.09
- 2002: Ironman Canada - 15:31.20
- 2002: Ironman Hawaï - 16:48.04
- 2003: Ironman Canada - 15:31.20
- 2003: Ironman Hawaï - DNF
- 2005: Ironman Canada - 16:46.30
- 2005: Ironman Hawaï - 15:54.16
- 2006: Ironman Canada - DNF
- 2006: Ironman Hawaï - 16:59.03
- 2007: Ironman Canada - 16:40.29
- 2007: Ironman Hawaï - DNF
- 2008: Ironman Canada - 17:02.44
- 2009: Ironman Canada - 16.54.30
- 2009: Ironman Hawaï - DNF

### Overige
- 2002: Half Vineman Triathlon - 6:41.35
- 2003: Wildflower Long Course - 7:38.27
- 2006: WK 70.3 - 6:47.29
- 2007: WK 70.3 - 6:51.24
- 2009: WK 70.3 - 6:59.58